# Ilusión de Sander

Ilusión de Sander

La ilusión de Sander, también conocida como el paralelogramo de Sander, es una ilusión óptica  descrita por el psicólogo alemán Friedrich Sander (1889-1971) en 1926. Aun así, ya había sido publicada anteriormente por Matthew Luckiesh en su libro de 1922 titulado "Ilusiones Visuales: sus causas, características y aplicaciones".

## Explicación
La línea diagonal que cruza el paralelogramo más grande, situado a la izquierda, parece ser considerablemente más larga que la línea diagonal que biseca el paralelogramo más pequeño, situado a la derecha, pero en realidad tienen la misma longitud.
Una posible razón para explicar esta ilusión es que las líneas diagonales alrededor de las líneas oblicuas dan una percepción de profundidad similar al efecto de una perspectiva, y cuando las líneas diagonales forman parte de la representación virtual de esta profundidad, son percibidas como si tuvieran longitudes diferentes.